# Agi Miszol
Agi Miszol (hebr. ‏אגי משעול‎, ur. 20 października 1947 w Cehu Silvaniei) – izraelska poetka, uważana za jedną z najpopularniejszych poetów izraelskich. Zdobywczyni wielu nagród, w tym włoskiej LericiPea, nagrody imienia Jehudy Amichaja oraz Nagrody im. Zbigniewa Herberta.

## Życiorys
Urodziła się 20 października 1947 roku w Cehu Silvaniei (Transylwania) jako Agnes Fried. Jej rodzice byli węgierskimi Żydami ocalałymi z Holocaustu. W wieku 4 lat razem z rodzicami wyemigrowała do Izraela. Zamieszkali w Gederze, gdzie jej rodzice mieli warsztat rowerowy. W domu rozmowy toczyły się po węgiersku. Została powołana do armii, pełniła służbę w ośrodku jądrowym w Dimonie. Wtedy też rozpoczęła studia na Uniwersytecie Ben Guriona w Beer Szewie.
Podjęła studia na wydziale literatury hebrajskiej Uniwersytetu Hebrajskiego w Jerozolimie. Uczęszczała na zajęcia pisania prowadzone przez Jehudę Amichaja.
Wydała swój pierwszy tomik poezji, Nani u-shenenu (נני ושנינו), w 1972 roku, po nim nastąpiły Seriṭa szel ḥatul (סריטה של חתול) i Galop (גלופ), które zwróciły uwagę krytyków. Kolejny tomik, Joman maṭaʻ (יומן מטע), zebrał bardzo pozytywne recenzje, będąc też zauważonym na świecie.
Agi Miszol jest też nauczycielką i krytykiem literackim. Należy do redakcji pisma „Helikon”, zajmującego się poezją.

## Twórczość
- Nani u-shenenu (נני ושנינו), Tel Awiw: ʻEḳed, 1972, OCLC 19161033 (hebr.). Brak numerów stron w książce
- Seriṭa szel ḥatul (סריטה של חתול), Tel Awiw: Ha-Kibuc Ha-Meʼuchad, 1977, OCLC 704344110 (hebr.). Brak numerów stron w książce
- Galop (גלופ), Tel Awiw: Ha-Kibuc Ha-Meʼuchad, 1980, OCLC 560893758 (hebr.). Brak numerów stron w książce
- Joman maṭaʻ (יומן מטע), Jerozolima: Tel Keter, 1986, OCLC 571486720 (hebr.). Brak numerów stron w książce
- ha-Shefelah ha-penimit (השפלה הפנימית), Tel Awiw: Ha-Kibuc Ha-Meʼuchad, 1995, OCLC 609020697 (hebr.). Brak numerów stron w książce
- Reʼeh shzm (ואה שם), Tel Awiw: Tag, 1999, OCLC 646305765 (hebr.). Brak numerów stron w książce
- Maḥberet ha-ḥalomot (מחברת החלומות), Ra’ananna: ʼEben ḥwšen, 2000, OCLC 756052699 (hebr.). Brak numerów stron w książce
- Agi Miszol, Dan Miron, Mivḥar ṿe-ḥadashim (מבחר וחדשים), Jerozolima: Mosad Bialiḳ, 2003, OCLC 756386719 (hebr.). Brak numerów stron w książce
- Momenṭ (מומנט), Tel Awiw: Ha-Kibuc Ha-Meʼuchad, 2005, OCLC 977539845 (hebr.). Brak numerów stron w książce
- Biḳur bayit (ביקור בית), Tel Awiw: Ha-Kibuc Ha-Meʼuchad, 2009, OCLC 542346327 (hebr.). Brak numerów stron w książce
- Sidur awoda (סידור עבודה), Tel Awiw: Ha-Kibuc Ha-Meʼuchad, 2012, OCLC 783455906 (hebr.). Brak numerów stron w książce
- ʻErah (ערה), Tel Awiw: Ha-Kibuc Ha-Meʼuchad, 2013, OCLC 857371863 (hebr.). Brak numerów stron w książce
- Malʼak haḥeder (מלאך החדר), Bene Berak: Mosad Bialik, 2015, OCLC 944253647 (hebr.). Brak numerów stron w książce

Tłumaczenia jej wierszy na polski ukazały się w przekładzie Angeliki Adamczyk i Justyny Radczyńskiej w „Literaturze na Świecie” oraz Beaty Tarnowskiej we „Frazie”. Również w przekładzie tych trzech tłumaczek ukazał się po polsku w wydawnictwie a5 jej tom Jestem stąd. Wiersze (2019).

## Nagrody i wyróżnienia
- 2002, Nagroda Poetycka im. Jehudy Amichaja[5][10]
- 2014, Premio LericiPea[11]
- 2018, Newman Prize[3]
- 2019, Międzynarodowa Nagroda Literacka im. Zbigniewa Herberta[5]